# Alíz Kertész
Alíz Kertész, nach Eigenaussage Alice Kertész, (* 17. November 1935 in Budapest) ist eine ehemalige ungarische Turnerin, Sportlehrerin und Trainerin.

## Leben
Alíz Kertész absolvierte eine Ausbildung zur Sportlehrerin an der Hochschule für Leibeserziehung in Budapest, die sie 1960 erfolgreich abschloss. In diesem Beruf arbeitete sie von 1961 bis 1988, zunächst an einer Schule in Csepel und dann in Pestújhely. 1949 wurde sie Mitglied des Sportvereins Postás SE in der Abteilung Turnen, wechselte dann 1954 zu dem Verein Honvéd Budapest, dem sie bis 1960 angehörte. Trainiert wurde sie von Margit Csillik, Gyula Aradi und Ottó Solymosi. 1967 erhielt sie von der Hochschule für Leibeserziehung ein Diplom als Trainerin im Bereich Turnen und 1974 wurde sie zur Meistertrainerin ernannt. Ab 1988 war sie als Trainerin an der Sporthochschule tätig. Sie war verheiratet mit dem Sportlehrer, Fußballtrainer und Fachbuchautor András Zalka.

## Erfolge
Alíz Kertész sicherte sich ihre erste internationale Medaille 1954 in Rom, als sie im Mehrkampf mit der Mannschaft Vizeweltmeisterin wurde. Zwei Jahre darauf gehörte sie auch bei den Olympischen Sommerspielen 1956 in Melbourne zum Kader der ungarischen Turnmannschaft. Den Einzelmehrkampf beendete sie auf dem 61. Platz. An den Einzelgeräten kam sie beim Pferdsprung nicht über den 64. Platz hinaus, während sie am Boden Rang 34 und am Schwebebalken Rang 23 belegte. Ihre beste Einzelleistung gelang ihr schließlich am Stufenbarren. Mit 18,633 Punkten schloss sie den Wettkampf auf dem sechsten Platz ab.
Sehr erfolgreich verliefen hingegen die Mannschaftswettbewerbe für Kertész. Im Mannschaftsmehrkampf erzielte sie zusammen mit Andrea Bodó, Erzsébet Gulyás-Köteles, Ágnes Keleti, Margit Korondi und Olga Tass insgesamt 443,5 Punkte, das zweitbeste Resultat hinter den siegreichen Turnerinnen aus der Sowjetunion, die 448,8 Punkte erzielten, und vor den mit 438,2 Punkten drittplatzierten Rumäninnen. Damit erhielten die Ungarinnen die Silbermedaille. Im Wettbewerb der Gruppengymnastik mussten die Mannschaften mit einem Handgerät antreten. Die Ungarinnen, in der Besetzung zum Mannschaftsmehrkampf unverändert, wählten hierfür das Band aus. Mit 75,200 Punkten wurden sie Olympiasiegerinnen vor den Mannschaften Schwedens und der Sowjetunion, die auf 74,200 bzw. 74,000 Punkte kamen, und erhielten damit die Goldmedaille.